# Cedar Key
Cedar Key est une localité du comté de Levy, en Floride, aux États-Unis, dont la population était de 702 habitants lors du recensement de 2010. Les Cedar Keys sont un chapelet d'îles proche du continent. La plus grande partie de la ville se situe sur Way Key depuis la fin du XIXe siècle. Les Cedar Keys doivent leur nom au genévrier de Virginie nommé là-bas Eastern Red Cedar, qui poussait en abondance dans la région.

La localité a été dévastée par un ouragan en 1896. En 2024, un autre ouragan, Hélène, catégorie 4 avec des vents de 225 km/h, coupa l'accès et l'électricité à la localité en plus de détruire plusieurs habitations et commerces.

## Démographie
| 1890 | 1900 | 1910 | 1920 | 1930  | 1940 |
| ---- | ---- | ---- | ---- | ----- | ---- |
| 440  | 739  | 864  | 695  | 1 066 | 988  |

| 1950 | 1960 | 1970 | 1980 | 1990 | 2000 |
| ---- | ---- | ---- | ---- | ---- | ---- |
| 900  | 668  | 714  | 700  | 668  | 790  |

| 2010 | - | - | - | - | - |
| ---- | - | - | - | - | - |
| 702  | - | - | - | - | - |